# پیشروآرواره

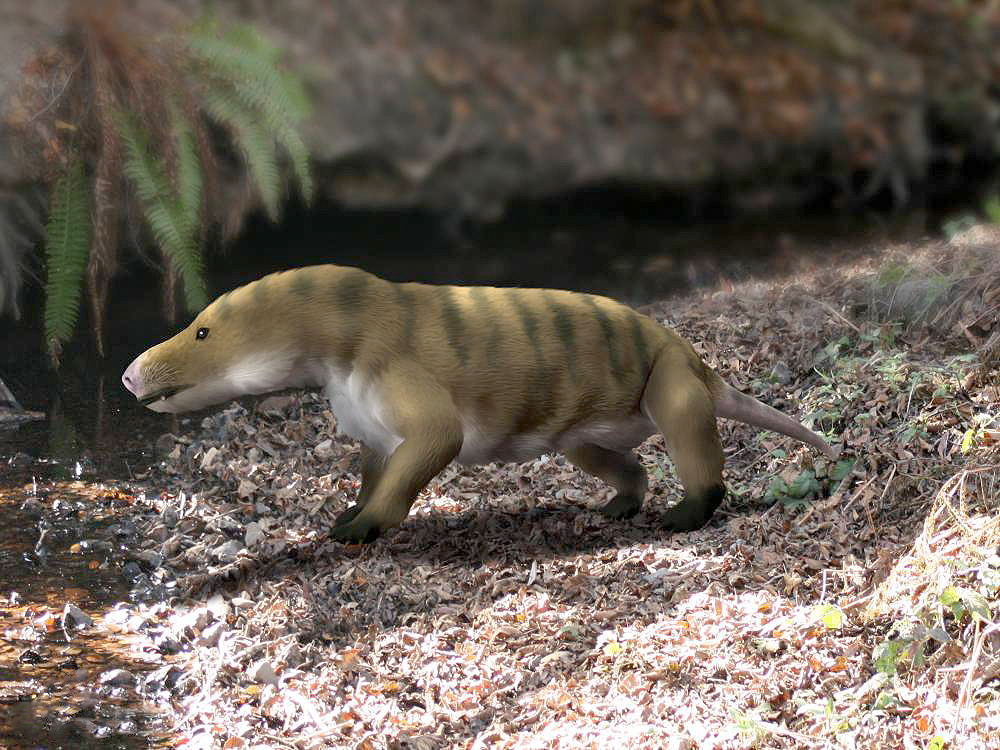
نگاره‌ای انیمیشنی (بصورت لایف رستوریشن) از Probainognathus jenseni

پیشروآرواره (نام علمی: Probainognathus jenseni) نام یک گونه از تیره پیشروآروارگان است.